# Ratatosk

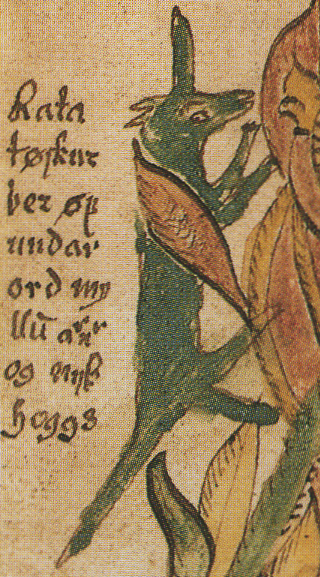
Manuscrito islandês do século XVII que mostra Ratatosk com um chifre.

Na mitologia nórdica, Ratatoskr (ou "dente perfurador"), algumas vezes anglicizado como Ratatosk, é um esquilo que corre acima e abaixo na árvore mundo Yggdrasil, espalhando fofocas. Em particular, ele transporta insultos entre a águia Hræsvelgr, que fica no topo de Yggdrasil e o dragão Nidhoggr que fica sob suas raízes.[carece de fontes?]

## Edda Poética
Nos parágrafos 31 e 32 do Grímnismál há uma referência a Ratatoskr:
"Três Raizes se expandem em três caminhos
abaixo do freixo Yggdrasil
Um habita abaixo de Hel, outra abaixo
dos Hrímpþursar, e a terceira abaixo dos seres humanos"
"Ratatoskr é chamado o esquilo
que corre sobre o freixo Yggdrasil
Ele descobre as palavras da águia que fica em cima
e as diz para Niðhöggr que fica em baixo"